# هاني كمال
هاني كمال (1964 - ) ممثل مصري من مواليد القاهرة. 

## حياته
تخرج في كلية الآداب جامعة حلوان قسم (اللغة الإنجليزية)، ثم تخرج من المعهد العالي للفنون المسرحية قسم (تمثيل وإخراج) عام 1998. كان يهوى التمثيل منذ طفولته، وشارك في بعض الأعمال الفنية وهو صغير في السن مثل مسلسل (طيور بلا أجنحة) عام 1978.
عمل بالتدريس فور تخرجه من الجامعة، وتدرج في المناصب في وزارة التربية والتعليم. من أشهر أعماله للدراما التليفزيونية مسلسل: (عائلة الأستاذ شلش ) 1985، (الوسية) 1990، (أم كلثوم) 1999، (فارس بلا جواد) 2002، (ناصر) 2008، (الصفعة) 2012، أشهر دور قام به دوره في فيلم (الطريق إلى إيلات) 1993.

## أعماله

### الأفلام
1-	كله بيلعب على كله 1988
2-	الطريق إلى إيلات 1995

### المسرحيات
1-	رحمة وأمير الغابة المسحورة – سعد أردش 1987
2-	رحمة وأيوب – عبد الرحمن عرنوس 1988
3-	أهلا يا بكوات – عصام السيد 1988
4-	النجدة يا هوه – مجدي مجاهد 1990
5-	بالعربي الفصيح – محمد صبحي
6-	حريم البهلوان – حمدي أبو العلا
7-	حريم الملح والسكر – محمود حسن
8-	الفراعنة دوت كوم – عبد اللطيف الشيتي
9-	فيتنام تو – علاء قوقه 2007
١٠ - عبور وانتصار 2017

### المسلسلات
1.	طيور بلا أجنحة 1978
2.	جاءت في الخريف 1985
3.	ليالي الحلمية (ج 4) 1992
4.	عائلة شلش 1989
5.	الوسية 1990
6.	مرفوع مؤقتا من الخدمة 1997
7.	الشراقي 1997
8.	أم كلثوم 1999.
9. الحسن البصري 2000
10.	قاسم أمين 2002
11.	فارس بلا جواد 2002
12.	بعد الطوفان 2003
13.	أمانة يا ليل 2003
14.	العصيان (ج 2) 2003
15.	حد السكين 2004
16.	القاهرة منفلوط والعكس 2004
17.	الظاهر بيبرس 2005
18.	أحلامنا الحلوة 2005
19.	الجبل 2006
20.	أمير الشرق عثمان دقنة 2007
21.	ناصر مسلسل 2008
22.	بشرى سارة 2009
23.	مشرفة .. رجل من هذا الزمان 2011
24.	لحظات حرجة (ج 3 ) 2012
25.	كاريوكا 2012
26.	الصفعة 2013
27.فارس بلا جواد
28- يونس ولد فضة 2016
29- الديك الأزرق 2022